# Tetragrama (Bíblia)
Tetragrama (do grego antigo τετραγράμματον, "quatro letras") é uma palavra, nome ou símbolo formado por quatro letras. Geralmente é associado ao Tetragrama YHVH, também chamado de "Tetragrama Sagrado". Outro tetragrama muito conhecido é INRI, sigla latina de "Jesus Nazareno Rei dos Judeus".
Na música, tetragrama é uma pauta de quatro linhas, usada no cantochão.